# Bashkun
Bashkun (tiếng Ả Rập: باشكون) là một ngôi làng Syria ở Sinjar Nahiyah ở huyện Maarrat al-Nu'man, Idlib. Bashkun có dân số 111 người trong cuộc điều tra dân số của Cục Thống kê Trung ương Syria năm 2004.

## Lịch sử
Bashkun đã bị ISIL bắt giữ vào đầu tháng 12 năm 2017.